# Verkehrsvertrag
Ein Verkehrsvertrag regelt in Deutschland die von einem ÖPNV-Aufgabenträger bei einem Verkehrsunternehmen bestellten Leistungen. In der Schweiz wird dafür offiziell der Begriff „Angebotsvereinbarung“ gebraucht, teilweise ist aber auch von „Abgeltungsvereinbarung“ oder „Leistungsvereinbarung“ die Rede. Die Inhalte sind nicht vollständig identisch mit deutschen Verkehrsverträgen.

## Inhalt von Verkehrsverträgen
Bestandteil von Verkehrsverträgen sind typischerweise
- die Benennung der beteiligten Parteien
- Dauer des Vertrages
- Art und Umfang der zu erbringenden Leistungen
- Qualität der zu erbringenden Leistung. Maßstab dafür kann sein die Norm DIN EN 13816[2]
- Bonus- und Malusregelung bei Abweichung der erbrachten Qualität von der bestellten Qualität
- Einnahmeaufteilung bei Verkehrsverbünden

Rechtsgrundlage für Verkehrsverträge in Deutschland sind die Verordnung (EG) Nr. 1370/2007 der EU über die Vergabe und Finanzierung von im öffentlichen Interesse liegenden Personenverkehrsleistungen sowie das Personenbeförderungsgesetz (PBefG) im Bereich des ÖSPV und das Allgemeine Eisenbahngesetz (AEG) im Bereich des SPNV.

## Beteiligte Parteien
Die beteiligten Parteien sind der Besteller und der Erbringer der gewünschten Leistung. Auf Bestellerseite handelt es sich häufig um Zweckverbände, Gemeinden, Städte oder andere Körperschaften. Auf der Seite des Leistungserbringers handelt es sich um Verkehrsunternehmen oder Eisenbahnverkehrsunternehmen.

## Dauer eines Verkehrsvertrages
Im Regelfall ist die Laufzeit von Verkehrsverträgen durch die EU-Verordnung 1370/2007 auf 10 Jahre beim Busverkehr und 15 Jahre beim Schienenverkehr begrenzt. Aufgrund der oft nötigen Investitionen in die Infrastruktur, v. a. Fahrzeuge, Betriebshöfe und Schienenstrecken und der teils spezifisch auf die jeweiligen Infrastrukturparameter zugeschnittenen Fahrzeuge sind im Schienenverkehr in bestimmten Fällen auch längere Laufzeiten zulässig, bei Direktvergaben bis zu 22,5 Jahre, wettbewerblich auch darüber hinaus.

## Zu erbringende Leistung
Die Beschreibung der zu erbringenden Leistung umfasst z. B. die zu fahrenden Linien, die Taktzeiten, die Personenkilometer, über die Gefäßgröße die Transportleistung und ggf. die Wagenkilometer. Die beauftragte Verkehrsleistung wird vom Besteller an das Verkehrsunternehmen bezahlt, ggf. über ein Regieunternehmen wie ein Verkehrsverbund.

## Qualität der zu erbringenden Leistung
Der Verkehrsvertrag definiert die Qualität, in der die Leistung erbracht werden muss. Die Beschreibung der Dienstleistungsqualität erfolgt dabei zunehmend nach der europäischen Norm DIN EN 13816, in der besonders folgende Punkte geregelt werden:
- Verfügbarkeit
- Zugänglichkeit
- Zeit
- Kundenbetreuung
- Komfort
- Sicherheit
- Umwelteinflüsse

Behandelt werden dabei z. B. Fahrtenhäufigkeit, der Einsatz von Niederflurfahrzeugen (Komfort, Zugänglichkeit), Ausrüstung der Fahrzeuge (z. B. Klimaanlage), Beschilderung und die Sauberkeit der Fahrzeuge (Komfort). Abweichungen von der bestellten Qualität (z. B. Verspätungen über ein gewisses Maß hinaus, Ausfall von Fahrten, Einsatz falscher Fahrzeuge) werden dabei zunehmend durch Bonus-Malus-Regelungen geregelt. Besonders Pünktlichkeit und Anschlusssicherung lassen sich dabei automatisch messen und bewerten.

## Einnahmeaufteilung
Die Verkehrsleistung wird von Verkehrsbetrieben, in Deutschland meist innerhalb von Verkehrsverbünden, erbracht. Dabei übernimmt der Verkehrsverbund oft die Gestaltung des Angebots für den Vertrieb und sammelt die Fahrgelderlöse ein. Die eingenommenen Erlöse werden nach dem Einnahmenaufteilungsvertrag, dessen Verteilschlüssel im Verkehrsvertrag geregelt ist, den leistenden Betrieben zugeschieden. Häufig werden hierfür die Personenkilometer herangezogen.

Liegt das Risiko über die Fahrgeldeinnahmen allein beim Auftraggeber, wird von einem Bruttovertrag gesprochen. Beim Nettovertrag erhält das Verkehrsunternehmen dagegen selbst die Fahrgeldeinnahmen und trägt somit das Einnahmerisiko. In beiden Fällen erhält das Verkehrsunternehmen einen festen Zuschuss vom Auftraggeber, der beim Bruttovertrag jedoch geringer ausfällt, da hier die Fahrgelderlöse bereits in die Kalkulation einbezogen werden.

## Geschichte
Von Mitte 2013 bis 2014 wurden in Deutschland im Schienenpersonennahverkehr rund 50 Verkehrsverträge neu ausgeschrieben, die etwa 40 Prozent des gesamten Marktes entsprechen.
Die durchschnittliche Vertragslaufzeit beträgt knapp 15 Jahre.